# Another Face
Pour plus de détails, voir Fiche technique et Distribution.
Another Face est un film américain réalisé par Christy Cabanne et sorti en 1935.

## Synopsis
Fuyant la police de New York pour meurtre, le gangster Broken Nose Dawson subit une chirurgie plastique pour changer d'apparence, puis se rend à Hollywood. Se faisant passer pour le playboy millionnaire Spencer Dutro III, il parvient à décrocher un rôle de gangster dans un film de Zenith Studios. L'ambitieux directeur de la publicité du studio décide de faire de "Spencer" une star, voyant cela comme un moyen de devenir producteur et ne sachant pas qui est vraiment "Spencer". Des complications s'ensuivent.

## Fiche technique
- Titre : Another Face
- Titre anglais : It Happened in Hollywood
- Réalisation : Christy Cabanne
- Scénario : Garrett Graham, John Twist
- Photographie : Jack MacKenzie
- Décors : Van Nest Polglase
- Costumes : Walter Plunkett (non crédité)
- Montage : George Hively
- Musique : Roy Webb
- Production : Cliff Reid (en)
- Société de production : RKO Pictures
- Pays de production :  États-Unis
- Langue originale : Anglais
- Format : Noir et blanc - 1,37:1 - Mono
- Genre : Drame,comédie,crime
- Durée : 69 minutes
- Dates de sortie : 
  - États-Unis : 18 novembre 1935 (première)
  - États-Unis : 20 décembre 1935
  - Espagne : 18 mai 1936

## Distribution
- Wallace Ford : Joe Haynes
- Brian Donlevy : Broken Nose Dawson, alias Spencer Dutro
- Phyllis Brooks : Sheila Barry
- Erik Rhodes : Grimm
- Molly Lamont : Mary McCall
- Alan Hale : Charles L. Kellar
- Addison Randall : Tex Williams
- Paul Stanton : Bill Branch

### Non crédités
- Oscar Apfel : Dr. H. J. Buler
- Hattie McDaniel : Nellie
- William Bailey : Ed, policier
- Tom Brower : Barney, portier
- Edward W. Burns : Cameraman
- Helene Chadwick : Infirmière Daniels
- Inez Courtney : Mamie, secrétaire de Joe
- Emma Dunn : La mère de Sheila
- Sam Flint : Sergent de police
- John Indrisano (en) : Dur à cuire sur la plage
- Si Jenks : Concierge d'atelier
- Maxine Jennings :Miss Harper, remplaçante de Sheila
- Edward Keane (en) : Directeur de casting
- Ivan Linow : Acteur gangster
- Wilfred Lucas : Mr. Jérôme, scénariste
- Frank Mills : Muggsie Brown, homme de main
- Bruce M. Mitchell : Policier arrêtant Tex
- Jack Roper : Acteur gangster
- Ethel Wales : Tante Hattie Bange
- Pat West (en) : Acteur gangster
- Charles C. Wilson : Capitaine de police Spellman